# Gastroenterology
Gastroenterology (« gastro-entérologie ») est une revue médicale officielle de l'Association américaine de gastro-entérologie. Son premier numéro est paru en 1943. Elle est publiée par Elsevier. Selon les Journal Citation Reports, le facteur d'impact du journal pour 2014 atteignait 16,716, le situant premier parmi 76 revues de la catégorie « gastroentérolgie et hépatologie ».